# Famine de 1998 au Soudan
La famine de 1998 au Soudan est une catastrophe humanitaire causée principalement par des violations des droits de l'homme, ainsi que par la sécheresse et l'échec de la communauté internationale à réagir au risque de famine avec une rapidité adéquate. La zone la plus touchée a été Bahr el Ghazal dans le sud-ouest du Soudan. Dans cette région, plus de 70 000 personnes sont mortes pendant la famine.

## Causes
La famine a été causée presque exclusivement par les violations des droits de l'homme et la guerre au Sud-Soudan. Malgré les affirmations du gouvernement soudanais selon lesquelles seuls les groupes rebelles étaient à blâmer, la sécheresse a également joué un rôle important. Human Rights Watch a désigné les groupes suivants comme responsables des évènements :
- Le gouvernement du Soudan,
- La milice Baggaras,
- Les Forces de défense du peuple sud-soudanais,
- Le chef de guerre Dinka Kerubino Kuanyin Bol.

Le gouvernement et Kuanyin Bol sont blâmés pour leur rôle dans la destruction de l'agriculture locale lors de leur tentative de prendre la ville de Wau. Ils sont par ailleurs accusés de maintenir l'esclavage et de voler l'aide.
Cette situation a été aggravée par l'arrivée tardive de la saison des pluies, et l'absence de réponse de la communauté internationale à la situation.

## Effets
Les effets sur la région ont été très importants, la surmortalité étant estimée à environ 70 000 personnes. On pense que beaucoup d'autres personnes ont été déplacées, avec plus de 72 000 personnes signalées comme ayant migré des zones rurales menacées vers Wau entre mai 1998 à août 1998.

## Conséquences
Un cessez-le-feu a été signé le 15 juillet 1998, environ huit mois après que le gouvernement soudanais eut d'abord averti d'une possible famine. Après de nombreuses prolongations, ce cessez-le-feu a duré près d'un an, jusqu'en avril 1999. Cependant, la milice Baggara a continué d'ignorer le cessez-le-feu, réduisant la capacité des agences d'aide humanitaire à apporter leur aide. Grâce à une bonne récolte et à ce cessez-le-feu, la situation est maîtrisée fin 1998.